# پدی آمبروز
پدی آمبروز (انگلیسی: Paddy Ambrose; ۱۷ اکتبر ۱۹۲۸ – ۲۲ فوریهٔ ۲۰۰۲) بازیکن و مربی فوتبال اهل جمهوری ایرلند بود.
از باشگاه‌هایی که در آن بازی کرده‌است می‌توان به باشگاه فوتبال شامروک روورز اشاره کرد.
وی همچنین در تیم ملی فوتبال ایرلند بازی کرده‌است.